# Чемпіонат світу з футболу 2022 (кваліфікаційний раунд, КАФ)
Африканська секція кваліфікації Чемпіонату світу з футболу 2022 — кваліфікаційний турнір до Чемпіонату світу ФІФА 2022, який відбувся у Катарі, для національних збірних, які входять до Конфедерації африканського футболу (КАФ). КАФ мають 5 путівок до фінального турніру.

## Формат
Пропозиція об'єднати відбір до Кубку африканських націй 2021 з кваліфікацією Чемпіонату світу була відхилена після зустрічі КАФ 11 червня 2018.
КАФ повернулися до формату, який використовували під час кваліфікації Чемпіонату світу 2014.
- Перший раунд: 28 команд (27–54 місця у рейтингу) були розбиті на 14 пар, де кожна зіграла з суперником 2 матчі: вдома та на виїзді. 14 переможців пройшли до Другого раунду.
- Другий раунд: 40 команд (1–26 місця у рейтингу, а також 14 переможців Першого раунду) були розділені на 10 груп по 4 команди кожна, в якій зіграють з суперниками по 2 матчі (вдома та на виїзді) за круговою системою. 10 переможців груп проходять до Третього раунду.
- Третій раунд: 10 переможців груп Другого раунду буде поділено на 5 пар, де кожен зіграє з суперником 2 матчі: вдома та на виїзді. 5 переможців потрапляють до Чемпіонату світу.

## Список учасників
Усі 54 члени КАФ, які є також членами ФІФА, потрапили до кваліфікації. Для визначення, які з команд починають кваліфікацію з Першого раунду, використали рейтинг ФІФА за липень 2019. Для жеребкування Другого та Третього раунду, буде використано найновіший на момент відповідного жеребкування рейтинг ФІФА.
Лівія могла бути виключена з кваліфікація, якби не заплатила борг попередньому тренеру (Хав'єр Клементе). Однак Лівія виконала вимоги після того, як ФІФА надали їм більше часу. Сьєрра-Леоне також могли бути виключені з кваліфікації через призупинення дії їх футбольної асоціації. Проте 3 червня 2019 Рада ФІФА поновили роботу асоціації.
| Потрапляють до Другого раунду (Місця з 1-го по 26-е) | Змагаються у Першому раунді (Місця з 27-го по 54-е) |
| --- | --- |
| 1. Сенегал (20) 2. Туніс (29) 3. Нігерія (33) 4. Алжир (40) 5. Марокко (41) 6. Єгипет (49) 7. Гана (50) 8. Камерун (53) 9. ДР Конго (56) 10. Кот-д'Івуар (57) 11. Малі (59) 12. Буркіна-Фасо (61) 13. ПАР (70) 14. Гвінея (75) 15. Кабо-Верде (76) 16. Уганда (80) 17. Замбія (81) 18. Бенін (82) 19. Габон (90) 20. Республіка Конго (91) 21. Мадагаскар (96) 22. Нігер (104) 23. Лівія (105) 24. Мавританія (106) 25. Кенія (107) 26. ЦАР (111) | 1. Зімбабве (112) 2. Сьєрра-Леоне (114) 3. Мозамбік (116) 4. Намібія (121) 5. Ангола (122) 6. Гвінея-Бісау (123) 7. Малаві (126) 8. Того (128) 9. Судан (129) 10. Руанда (133) 11. Танзанія (137) 12. Екваторіальна Гвінея (139) 13. Есватіні (139) 14. Лесото (144) 15. Коморські Острови (146) 16. Ботсвана (147) 17. Бурунді (148) 18. Ефіопія (150) 19. Ліберія (152) 20. Маврикій (157) 21. Гамбія (161) 22. Південний Судан (169) 23. Чад (175) 24. Сан-Томе і Принсіпі (185) 25. Сейшельські Острови (192) 26. Джибуті (195) 27. Сомалі (202) 28. Еритрея (202) |

## Розклад
Дати матчів кваліфікації визначаються згідно з календарем міжнародних матчів ФІФА. Після перенесення фінального турніру Кубку африканських націй 2021 з червня/липня на січень/лютий, дати туру 1 та 2 Другого раунду були також перенесені. Оскільки відбір було перервано через пандемію COVID-19, розклад Другого раунду було переглянуто знову та 19 серпня 2020 КАФ повідомили нові дати: увесь Другий раунд було перенесено на 2021.
| Етап         | Тур             | Дати міжнародних матчів ФІФА                                                                                 |
| ------------ | --------------- | --- |
| Перший раунд | Перші матчі     | 4–7 вересня 2019                                                                                             |
| Перший раунд | Матчі-відповіді | 8–10 вересня 2019                                                                                            |
| Другий раунд | Тур 1           | 1 — 8 вересня 2021 (спочатку заплановано на 23–31 березня та 1–9 червня 2020, потім неодноразово перенесено) |
| Другий раунд | Тур 2           | 1 — 8 вересня 2021 (спочатку заплановано на 23–31 березня та 1–9 червня 2020, потім неодноразово перенесено) |
| Другий раунд | Тур 3           | 6 — 12 жовтня 2021 (спочатку 22–30 березня 2021, потім неодноразово перенесено)                              |
| Другий раунд | Тур 4           | 6 — 12 жовтня 2021 (спочатку 22–30 березня 2021, потім неодноразово перенесено)                              |
| Другий раунд | Тур 5           | 11-16 листопада 2021 (спочатку 30 серпня — 7 вересня 2021, потім неодноразово перенесено)                    |
| Другий раунд | Тур 6           | 11-16 листопада 2021 (спочатку 30 серпня — 7 вересня 2021, потім неодноразово перенесено)                    |
| Третій раунд | Перші матчі     | березень 2022                                                                                                |
| Третій раунд | Матчі-відповіді | березень 2022                                                                                                |

## Перший раунд
Жеребкування Першого раунду відбулося 29 липня 2019 о 12:00  (UTC+2) у штаб-квартирі КАФ у  Каїрі.
| Команда 1           | Заг.           | Команда 2            | 1-й матч | 2-й матч |
| ------------------- | -------------- | -------------------- | -------- | -------- |
| Ефіопія             | 1:1 (ч)        | Лесото               | 0:0      | 1:1      |
| Сомалі              | 2:3            | Зімбабве             | 1:0      | 1:3      |
| Еритрея             | 1:4            | Намібія              | 1:2      | 0:2      |
| Бурунді             | 2:2 (пен. 0:3) | Танзанія             | 1:1      | 1:1 (дч) |
| Джибуті             | 2:1            | Есватіні             | 2:1      | 0:0      |
| Ботсвана            | 0:1            | Малаві               | 0:0      | 0:1      |
| Гамбія              | 1:3            | Ангола               | 0:1      | 1:2      |
| Ліберія             | 3:2            | Сьєрра-Леоне         | 3:1      | 0:1      |
| Маврикій            | 0:3            | Мозамбік             | 0:1      | 0:2      |
| Сан-Томе і Принсіпі | 1:3            | Гвінея-Бісау         | 0:1      | 1:2      |
| Південний Судан     | 1:2            | Екваторіальна Гвінея | 1:1      | 0:1      |
| Коморські Острови   | 1:3            | Того                 | 1:1      | 0:2      |
| Чад                 | 1:3            | Судан                | 1:3      | 0:0      |
| Сейшельські Острови | 0:10           | Руанда               | 0:3      | 0:7      |

## Другий раунд
Жеребкування Другого раунду відбулося 21 січня 2020 о 19:00 (UTC+2) , у готелі «Nile Ritz-Carlton»,  Каїр.

### Група A
| Поз | Команда      | І | В | Н | П | ГЗ | ГП | РГ  | О  | Кваліфікація                 |     | Алжир | Буркіна-Фасо | Ніґер | Джибуті |
| --- | ------------ | - | - | - | - | -- | -- | --- | -- | ---------------------------- | --- | ----- | ------------ | ----- | ------- |
| 1   | Алжир (A)    | 6 | 4 | 2 | 0 | 25 | 4  | +21 | 14 | Проходять до Третього раунду |     | —     | 2:2          | 6:1   | 8:0     |
| 2   | Буркіна-Фасо | 6 | 3 | 3 | 0 | 12 | 4  | +8  | 12 |                              |     | 1:1   | —            | 1:1   | 2:0     |
| 3   | Нігер        | 6 | 2 | 1 | 3 | 13 | 17 | −4  | 7  |                              | 0:4 | 0:2   | —            | 7:2   |         |
| 4   | Джибуті      | 6 | 0 | 0 | 6 | 4  | 29 | −25 | 0  |                              | 0:4 | 0:4   | 2:4          | —     |         |

### Група B
| Поз | Команда              | І | В | Н | П | ГЗ | ГП | РГ | О  | Кваліфікація                 |     | Туніс | Екваторіальна Гвінея | Замбія | Мавританія |
| --- | -------------------- | - | - | - | - | -- | -- | -- | -- | ---------------------------- | --- | ----- | -------------------- | ------ | ---------- |
| 1   | Туніс (A)            | 6 | 4 | 1 | 1 | 11 | 2  | +9 | 13 | Проходять до Третього раунду |     | —     | 3:0                  | 3:1    | 3:0        |
| 2   | Екваторіальна Гвінея | 6 | 3 | 2 | 1 | 6  | 5  | +1 | 11 |                              |     | 1:0   | —                    | 2:0    | 1:0        |
| 3   | Замбія               | 6 | 2 | 1 | 3 | 8  | 9  | −1 | 7  |                              | 0:2 | 1:1   | —                    | 4:0    |            |
| 4   | Мавританія           | 6 | 0 | 2 | 4 | 2  | 11 | −9 | 2  |                              | 0:0 | 1:1   | 1:2                  | —      |            |

### Група C
| Поз | Команда     | І | В | Н | П | ГЗ | ГП | РГ | О  | Кваліфікація                 |     | Ніґерія | Кабо-Верде | Ліберія | Центральноафриканська Республіка |
| --- | ----------- | - | - | - | - | -- | -- | -- | -- | ---------------------------- | --- | ------- | ---------- | ------- | -------------------------------- |
| 1   | Нігерія (A) | 6 | 4 | 1 | 1 | 9  | 3  | +6 | 13 | Проходять до Третього раунду |     | —       | 1:1        | 2:0     | 0:1                              |
| 2   | Кабо-Верде  | 6 | 3 | 2 | 1 | 8  | 6  | +2 | 11 |                              |     | 1:2     | —          | 1:0     | 2:1                              |
| 3   | Ліберія     | 6 | 2 | 0 | 4 | 5  | 8  | −3 | 6  |                              | 0:2 | 1:2     | —          | 3:1     |                                  |
| 4   | ЦАР         | 6 | 1 | 1 | 4 | 4  | 9  | −5 | 4  |                              | 0:2 | 1:1     | 0:1        | —       |                                  |

### Група D
| Поз | Команда     | І | В | Н | П | ГЗ | ГП | РГ  | О  | Кваліфікація                 |     | Камерун | Кот-д'Івуар | Мозамбік | Малаві |
| --- | ----------- | - | - | - | - | -- | -- | --- | -- | ---------------------------- | --- | ------- | ----------- | -------- | ------ |
| 1   | Камерун (A) | 6 | 5 | 0 | 1 | 12 | 3  | +9  | 15 | Проходять до Третього раунду |     | —       | 1:0         | 3:1      | 2:0    |
| 2   | Кот-д'Івуар | 6 | 4 | 1 | 1 | 10 | 3  | +7  | 13 |                              |     | 2:1     | —           | 3:0      | 2:1    |
| 3   | Мозамбік    | 6 | 1 | 1 | 4 | 2  | 8  | −6  | 4  |                              | 0:1 | 0:0     | —           | 1:0      |        |
| 4   | Малаві      | 6 | 1 | 0 | 5 | 2  | 12 | −10 | 3  |                              | 0:4 | 0:3     | 1:0         | —        |        |

### Група E
| Поз | Команда  | І | В | Н | П | ГЗ | ГП | РГ  | О  | Кваліфікація                 |     | Малі | Уганда | Кенія | Руанда |
| --- | -------- | - | - | - | - | -- | -- | --- | -- | ---------------------------- | --- | ---- | ------ | ----- | ------ |
| 1   | Малі (A) | 6 | 5 | 1 | 0 | 11 | 0  | +11 | 16 | Проходять до Третього раунду |     | —    | 1:0    | 5:0   | 1:0    |
| 2   | Уганда   | 6 | 2 | 3 | 1 | 3  | 2  | +1  | 9  |                              |     | 0:0  | —      | 1:1   | 1:0    |
| 3   | Кенія    | 6 | 1 | 3 | 2 | 4  | 9  | −5  | 6  |                              | 0:1 | 0:0  | —      | 2:1   |        |
| 4   | Руанда   | 6 | 0 | 1 | 5 | 2  | 9  | −7  | 1  |                              | 0:3 | 0:1  | 1:1    | —     |        |

### Група F
| Поз | Команда    | І | В | Н | П | ГЗ | ГП | РГ | О  | Кваліфікація                 |     | Єгипет | Габон | Лівія | Анґола |
| --- | ---------- | - | - | - | - | -- | -- | -- | -- | ---------------------------- | --- | ------ | ----- | ----- | ------ |
| 1   | Єгипет (A) | 6 | 4 | 2 | 0 | 10 | 4  | +6 | 14 | Проходять до Третього раунду |     | —      | 2:1   | 1:0   | 1:0    |
| 2   | Габон      | 6 | 2 | 1 | 3 | 7  | 8  | −1 | 7  |                              |     | 1:1    | —     | 1:0   | 2:0    |
| 3   | Лівія      | 6 | 2 | 1 | 3 | 4  | 7  | −3 | 7  |                              | 0:3 | 2:1    | —     | 1:1   |        |
| 4   | Ангола     | 6 | 1 | 2 | 3 | 6  | 8  | −2 | 5  |                              | 2:2 | 3:1    | 0:1   | —     |        |

### Група G
| Поз | Команда  | І | В | Н | П | ГЗ | ГП | РГ | О  | Кваліфікація                 |     | Гана | Південно-Африканська Республіка | Ефіопія | Зімбабве |
| --- | -------- | - | - | - | - | -- | -- | -- | -- | ---------------------------- | --- | ---- | ------------------------------- | ------- | -------- |
| 1   | Гана (A) | 6 | 4 | 1 | 1 | 7  | 3  | +4 | 13 | Проходять до Третього раунду |     | —    | 1:0                             | 1:0     | 3:1      |
| 2   | ПАР      | 6 | 4 | 1 | 1 | 6  | 2  | +4 | 13 |                              |     | 1:0  | —                               | 1:0     | 1:0      |
| 3   | Ефіопія  | 6 | 1 | 2 | 3 | 4  | 7  | −3 | 5  |                              | 1:1 | 1:3  | —                               | 1:0     |          |
| 4   | Зімбабве | 6 | 0 | 2 | 4 | 2  | 7  | −5 | 2  |                              | 0:1 | 0:0  | 1:1                             | —       |          |

### Група H
| Поз | Команда          | І | В | Н | П | ГЗ | ГП | РГ  | О  | Кваліфікація                 |     | Сенегал | Того | Намібія | Республіка Конго |
| --- | ---------------- | - | - | - | - | -- | -- | --- | -- | ---------------------------- | --- | ------- | ---- | ------- | ---------------- |
| 1   | Сенегал (A)      | 6 | 5 | 1 | 0 | 15 | 4  | +11 | 16 | Проходять до Третього раунду |     | —       | 2:0  | 4:1     | 2:0              |
| 2   | Того             | 6 | 2 | 2 | 2 | 5  | 6  | −1  | 8  |                              |     | 1:1     | —    | 0:1     | 1:1              |
| 3   | Намібія          | 6 | 1 | 2 | 3 | 5  | 10 | −5  | 5  |                              | 1:3 | 0:1     | —    | 1:1     |                  |
| 4   | Республіка Конго | 6 | 0 | 3 | 3 | 5  | 10 | −5  | 3  |                              | 1:3 | 1:2     | 1:1  | —       |                  |

### Група I
| Поз | Команда      | І | В | Н | П | ГЗ | ГП | РГ  | О  | Кваліфікація                 |     | Марокко | Гвінея-Бісау | Гвінея | Судан |
| --- | ------------ | - | - | - | - | -- | -- | --- | -- | ---------------------------- | --- | ------- | ------------ | ------ | ----- |
| 1   | Марокко (A)  | 6 | 6 | 0 | 0 | 20 | 1  | +19 | 18 | Проходять до Третього раунду |     | —       | 5:0          | 3:0    | 2:0   |
| 2   | Гвінея-Бісау | 6 | 1 | 3 | 2 | 5  | 11 | −6  | 6  |                              |     | 0:3     | —            | 1:1    | 0:0   |
| 3   | Гвінея       | 6 | 0 | 4 | 2 | 5  | 11 | −6  | 4  |                              | 1:4 | 0:0     | —            | 2:2    |       |
| 4   | Судан        | 6 | 0 | 3 | 3 | 5  | 12 | −7  | 3  |                              | 0:3 | 2:4     | 1:1          | —      |       |

### Група J
| Поз | Команда      | І | В | Н | П | ГЗ | ГП | РГ | О  | Кваліфікація                 |     | Демократична Республіка Конго | Бенін | Танзанія | Мадагаскар |
| --- | ------------ | - | - | - | - | -- | -- | -- | -- | ---------------------------- | --- | ----------------------------- | ----- | -------- | ---------- |
| 1   | ДР Конго (A) | 6 | 3 | 2 | 1 | 9  | 3  | +6 | 11 | Проходять до Третього раунду |     | —                             | 2:0   | 1:1      | 2:0        |
| 2   | Бенін        | 6 | 3 | 1 | 2 | 5  | 4  | +1 | 10 |                              |     | 1:1                           | —     | 0:1      | 2:0        |
| 3   | Танзанія     | 6 | 2 | 2 | 2 | 6  | 8  | −2 | 8  |                              | 0:3 | 0:1                           | —     | 3:2      |            |
| 4   | Мадагаскар   | 6 | 1 | 1 | 4 | 4  | 9  | −5 | 4  |                              | 1:0 | 0:1                           | 1:1   | —        |            |

## Третій раунд
У Третьому раунді 10 переможців груп Другого раунду будуть поділені на 5 пар, де зіграють вдома та на виїзді. Переможець кожної пари потрапляє до Чемпіонату світу у Катарі 2022.
| Команда 1 | Заг.           | Команда 2 | 1-й матч | 2-й матч |
| --------- | -------------- | --------- | -------- | -------- |
| Єгипет    | 1:1 (пен. 1:3) | Сенегал   | 1:0      | 0:1 (дч) |
| Камерун   | 2:2 (ч)        | Алжир     | 0:1      | 2:1 (дч) |
| Гана      | 1:1 (ч)        | Нігерія   | 0:0      | 1:1      |
| ДР Конго  | 2:5            | Марокко   | 1:1      | 1:4      |
| Малі      | 0:1            | Туніс     | 0:1      | 0:0      |

## Кваліфіковані збірні

Статус збірних КАФ у кваліфікації Чемпіонату світу 2022:
Кваліфікувалися до Чемпіонату світу
Вибули
Не член КАФ

Наступні збірні КАФ пройшли до фінального турніру.
| Команда | Кваліфікація               | Дата кваліфікації | Попередні участі у Чемпіонаті світу1         |
| ------- | -------------------------- | ----------------- | -------------------------------------------- |
| Сенегал | Переможець Третього раунду | 29 березня 2022   | 2 (2002, 2018)                               |
| Гана    | Переможець Третього раунду | 29 березня 2022   | 3 (2006, 2010, 2014)                         |
| Марокко | Переможець Третього раунду | 29 березня 2022   | 5 (1970, 1986, 1994, 1998, 2018)             |
| Туніс   | Переможець Третього раунду | 29 березня 2022   | 5 (1978, 1998, 2002, 2006, 2018)             |
| Камерун | Переможець Третього раунду | 29 березня 2022   | 7 (1982, 1990, 1994, 1998, 2002, 2010, 2014) |

1 Жирним шрифтом вказано переможців тогорічного змагання. Курсивом вказано господаря змагання.